# Natalia Czerwonka
Natalia Czerwonka (n. 20 octombrie 1988, Lubin, Voievodatul Silezia Inferioară, Polonia) este o sportivă ce a reprezentat Polonia, medaliată olimpică. A participat la 3 ediții ale Jocurilor Olimpice (2010, 2014, 2022) în care a câștigat o medalie de argint.